# Henry Mayhew
Pour les articles homonymes, voir Mayhew.
Henry Mayhew (25 novembre 1812 - 25 juillet 1887) est un journaliste anglais. Il a travaillé au Punch Magazine, mais il est surtout connu pour le monumental London Labour and the London Poor. 

## Biographie
Henry Mayhew est né en 1812, fils de Joschua Mayhew et de Marry Ann Fenn. Il est alors le septième enfant d'une famille qui en compte 17. Un de ses frères, Thomas Mayhew, sera l'éditeur du Poor's Man Guardian. Il fonde le Punch en 1841, mais perd la direction de celui-ci en 1842, et continue une collaboration avec ce journal jusqu'en 1845.
En 1849, le Morning Chronicle l'invite à participer à son enquête nationale sur le thème du « Labour and the Poor », en tant que correspondant de la ville de Londres.
C'est à ce moment que débute sa grande enquête sur la pauvreté au Royaume-Uni.

## Source
- London Labour and the London Poor, Wordsworth Classics of World Literature.